# Departamento de Mefou-et-Afamba
Mefou-et-Afamba es un departamento de la región Centro de Camerún. En noviembre de 2005 tenía una población censada de 126 025 habitantes.
Está formado por los siguientes municipios:
- Afanloum 1,787
- Assamba 4,801
- Awaé 15,888
- Edzendouan 4,436
- Esse 16,822
- Mfou 37,209
- Nkolafamba 14,494
- Soa 30,588